# Drzenkowice
Drzenkowice is een plaats in het Poolse district  Ostrowiecki, woiwodschap Święty Krzyż. De plaats maakt deel uit van de gemeente Ćmielów en telt 70 inwoners.